# Scolopostethus grandis
Scolopostethus grandis är en insektsart som beskrevs av Géza Horváth 1880. Scolopostethus grandis ingår i släktet Scolopostethus, och familjen fröskinnbaggar. Arten är reproducerande i Sverige.